# Rosemary Willis
Rosemary Willis (nacida en 1953) fue un testigo presencial del asesinato de John F. Kennedy, el 22 de noviembre de 1963 en la Plaza Dealey de Dallas (Texas).

## El atentado
Claramente visible en la película de Zapruder, Rosemary vestía un chubasquero blanco con capucha y una falda roja el día del atentado. Situada a la izquierda de la limusina, echó a correr en dirección S-O, siguiendo un recorrido paralelo al de la limusina, a la que mira momentáneamente durante su carrera. Aproximadamente en el fotograma Z-190 de la película, la sra. Willis parece detenerse y volver ligeramente la cabeza hacia atrás y hacia arriba, mirando la esquina S-O del edificio donde se alojaba el depósito escolar de libros de la Plaza Dealey. 
En el momento preciso (fotogramas desde Z-207) en que el cartel indicador de la autopista Stemmons oculta parcialmente la limusina presidencial, Rosemary vuelve la cabeza repentina y velozmente (Z-214) unos 90° hacia el oeste, apartando la mirada del depósito y volviéndose en 0,16 segundos hacia la posición de la cámara de Zapruder y el promontorio de hierba de la Plaza Dealey (fotograma Z-217).
Exactamente 0.60 segundos después de ese extremadamente veloz movimiento de cabeza de Rosemary Willis, la cabeza del Presidente Kennedy vuelve a asomar al otro lado del cartel (Z-225), con las manos sobre la garganta como reacción física al disparo recibido.
Después del asesinato Rosemary Willis fue con su hermana, su padre y su madre Marilyn al laboratorio de fotografía Kodak donde su padre reveló las diapositivas que había sacado durante el atentado, y donde la película de Zapruder ya había sido revelada y proyectada para una audiencia de aproximadamente 19 personas.

## Declaraciones
Rosemary Willis nunca fue llamada a declarar ante la Comisión Warren.
Es notable que cuando en 1978 la HSCA llamó a declarar a la sra. Willis, ésta afirmó haber oído al menos 4 disparos durante el magnicidio. Declaró que en los instantes en que aún miraba hacia la vaya de madera del promontorio de hierba le pareció ver el rápido movimiento de una persona echándose al suelo tras un "muro", antes de perderse de vista. Según los informes de la HSCA Rosemary dijo que su padre, el militar veterano Phillip Morris, se molestó al ver cómo mientras una avalancha de gente (policía de Dallas, sheriffs y otros testigos presenciales) reaccionó tras el atentado corriendo hacia el promontorio de hierba, las autoridades no hicieron más que alejarse rápidamente del mismo.
Linda Willis, hermana de Rosemary, declaró al investigador y escritor Richard Trask que después del asesinato ella y Rosemary encontraron un fragmento del cráneo del presidente que había caído en la hierba al menos a 22 pies (unos 6,7 metros) a la izquierda de la comitiva.